# Platydracus latebricola
Platydracus latebricola är en skalbaggsart som först beskrevs av Johann Ludwig Christian Gravenhorst 1806.  Platydracus latebricola ingår i släktet Platydracus, och familjen kortvingar. Arten är reproducerande i Sverige.